# 佐々木茂美
佐々木 茂美（ささき しげみ、男性、1948年3月3日 - ）は、日本の裁判官。司法研修所長、高松高等裁判所長官などを経て、大阪高等裁判所長官。

## 略歴
- 1971年 京都大学法学部卒業
- 1972年 司法修習生
- 1974年 判事補任官
- 福岡地方裁判所、山口地方・家庭裁判所、山口地方・家庭裁判所徳山支部、大阪地方裁判所、福岡地方・家庭裁判所飯塚支部で勤務
- 1984年 福岡地方・家庭裁判所飯塚支部判事
- 1986年 大阪地方裁判所判事兼大阪高等裁判所判事職務代行
- 1988年 東京地方裁判所判事
- 1989年 司法研修所教官
- 1994年 大阪地方裁判所判事
- 1995年 大阪高等裁判所事務局長
- 2000年 大阪地方裁判所判事部総括
- 2005年 京都家庭裁判所所長
- 2007年1月16日 大阪地方裁判所所長
- 2010年1月15日 司法研修所所長
- 2011年5月10日 高松高等裁判所長官
- 2012年3月27日 大阪高等裁判所長官
- 2018年4月 瑞宝重光章を受章

| スタブアイコン | サブスタブ | この項目は、まだ閲覧者の調べものの参照としては役立たない、人物に関連した書きかけの項目です。この項目を加筆・訂正などしてくださる協力者を求めています（P:人物伝/PJ:人物伝）。 |